# SAP CRM
SAP CRM（エスエイピー・シーアールエム）はドイツのソフトウェア企業SAPが提供するCRMパッケージソフトウェア群の総称である。

## 概要
企業におけるCRM業務（カスタマー・リレーションシップ・マネジメント、顧客関係管理）を支援する業務ソフトウェアであり、セールスフォース・オートメーション（営業支援）機能やダイレクトメールやソーシャルネットワークを利用した顧客チャネル管理などの基本機能のほか、消費財業界の販売促進費管理機能やコールセンター向け顧客対応最適化機能などを有する。 SAP NetWeaver上で稼働する。
SAPはCRM市場で大企業向けを中心に高いシェアを有し、米セールスフォースに続き売上高ベースで世界2位につけている。 日本の年商100億円以上300億円未満の中小企業向け市場においても、日本MSの「Microsoft Dynamics CRM」と並び、SAPジャパンの「SAP CRM」が19.2％のシェアで1位タイとなっている。

## 特徴
特徴としてはERPパッケージやデータマイニングツール「SAP InfiniteInsight」などSAPが提供する他の業務ソフトウェアとの連携がしやすいほか、CRM業務の標準プロセスをベースに柔軟にカスタマイズができる、検索性能が高い、情報を入力しやすい、画面構造が統一されており使い方を都度覚える必要がないといった利点が謳われている。 又、アドビシステムズの製品と連携する「SAP Interactive Forms by Adobe」や日本マイクロソフトのオフィス製品と連携するための「Duet for Microsoft Office and SAP」の機能も提供されている。
 その他にもNRIのテキストマイニングツール「TRUE TELLER」や沖電気の「OKI Call Center Starter Pack for SAP CRM」など、SAP CRMと連携して利用できる業務ソフトウェアが多数のITベンダーから提供されている。
SAP CRMではSAPの独自プログラミング言語ABAPをベースに開発されているが、同社が提供する「SAP NetWeaver Visual Composer」を利用することでコーディングをすることなく独自の画面を開発できる。

## 関連サービス
SAPはSAP CRMのほかにもSaaS型のCRMアプリケーションサービス「SAP Cloud for Customer」を提供しており、オンプレミスのSAP CRMとも標準で連携できるようになっている。